# Hirtella racemosa
Hirtella racemosa är en tvåhjärtbladig växtart som beskrevs av Jean-Baptiste de Lamarck. Hirtella racemosa ingår i släktet Hirtella och familjen Chrysobalanaceae. Inga underarter finns listade i Catalogue of Life.

## Bildgalleri

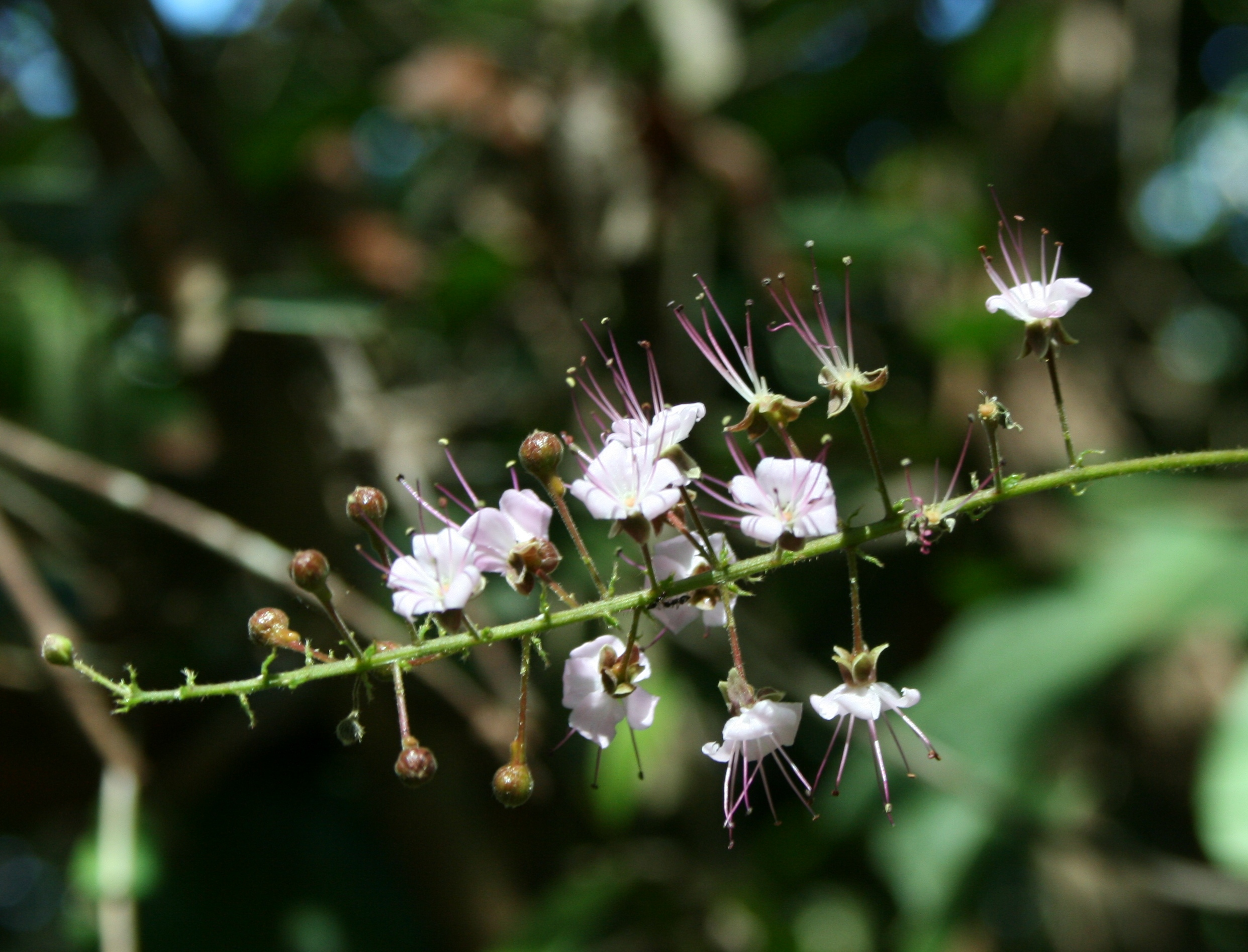